# Louis Delâge
Pierre Louis Delâge (22. března 1874, Cognac – 14. prosince 1947, Le Pecq) byl francouzský průkopník automobilismu, zakladatel automobilky Delage.

## Život
Pierre Louis Delâge se narodil v chudé rodině, už jako kojenec přišel o schopnost vidět na jedno oko. V šestnácti letech odešel do Angers, kde studoval strojírenství na tamní obchodní škole, tu ukončil v roce 1893. Zajímavostí je, že na této škole před ním studoval i další francouzský konstruktér automobilů – Émile Delahaye. Delage poté nastoupil do armády, byl umístěn v Alžírsku. Po ukončení služby nastoupil v roce 1895 k železniční společnosti v jižní Francii. V roce 1900 přešel do Paříže, kde pracoval ve vývoji pro společnost vyrábějící motorová vozidla. V roce 1903 dostal nabídku přejít k rozvíjející se „mladé“ firmě Renault.
Delâge viděl velký potenciál automobilu jako dopravního prostředku. V lednu roku 1905 už měl dostatek financí a tak si založil ve stodole na Rue Cormeilles ve Levallois-Perret na severozápadním předměstí Paříže vlastní montážní dílnu. Firma původně pouze kompletovala své karosérie s motory a podvozky nakupovanými od jiných výrobců, po úspěších v závodech Grand Prix však začala v roce 1908 stavět vozy s vlastními motory na vlastním podvozku. Ty prosluly jak elegantními karosériemi, dobrým dílenským zpracováním tak i kvalitou. Společnost se úspěšně rozrůstala a její vozy dosahovaly mnoha úspěchů v motoristickém sportu a značka díky tomu získala velmi dobrou pověst. Delâge se dokonce kvůli zahraničním zákazníkům zřekl diakritického znaménka v jejím názvu.
V roce 1912 firma přesídlila do větších prostor v Courbevoie. Během první světové války však byla výroba podřízena vojenským potřebám. Po roce 1918 byly opět vyráběny luxusní a exkluzivní automobily pro majetné zákazníky, kterým v době poválečného oživení imponoval i specifický design karosérií. Závodní speciály Delage opět dosahovaly četných úspěchů v mnoha evropských závodech série Grand Prix. Světová hospodářská krize však na firmu dolehla velmi těžce. V roce 1935 tak musel Louis Delâge dobrovolně vyhlásit úpadek. Obchodní značku koupil Walter Watney z firmy Delahaye, která ještě do roku 1953 vyráběla automobily pod označením Delage.
Ve věku téměř 60 let se Delâge rozvedl a jeho už tak těžká finanční situace se ještě více zhoršila. Hledal tedy útěchu ve víře. Protože neměl ani na koupi automobilu, často chodil pěšky nebo jezdil na kole na pouť do kláštera Terezie z Lisieux v Lisieux nebo do Lurd. V roce 1947 zemřel 73letý Louis Delâge v chudobě a téměř zapomenut. Je pohřben na hřbitově v Le Pecq.
V roce 1990 jeho rodné město Cognac založilo střední průmyslovou školu s názvem „Lycée professionnel Louis Delâge“.